# تأندو بيلافي
تأندو بيلافي (بالإنجليزية: Tando Velaphi)‏ (17 أبريل 1987 في برث في أستراليا – )؛ هو لاعب كرة قدم كان يلعب كحارس مرمى.

## وصلات خارجية
- تأندو بيلافي على موقع رابطة كرة القدم اليابانية للمحترفين (اليابانية)
- تأندو بيلافي على موقع قاعدة بيانات كرة القدم.إي يو (الإنجليزية)
- تأندو بيلافي على موقع Soccerway.com (الإنجليزية)
- تأندو بيلافي على موقع عالم كرة القدم.نت (الإنجليزية)
- تأندو بيلافي على موقع أوليمبيديا (الإنجليزية)
- تأندو بيلافي على موقع اللجنة الأولمبية الأسترالية (الإنجليزية)